# چایوایوگ
چایوایوگ (به اسپانیایی: Challwayuq) یک کوه در پرو است که در منطقه پاسکو واقع شده‌است. چایوایوگ ۴٬۸۰۰ متر بالاتر از سطح دریا واقع شده‌است.